# Idioma malabar
El malabar (autoglotónimo: മലയാളം [mɐləjaːɭəm], malayāḷaṁ) es el lengua del estado de Kerala, en el sur de la India. Es uno de los 22 idiomas oficiales de la India y es hablado por más de 35 millones de personas. A la persona que habla el idioma se la llama malayali.
Pertenece a la familia de lenguas drávidas. Tanto la lengua hablada como su escritura están muy relacionadas con el idioma tamil, ya que ambas lenguas derivan del proto-tamil-malayalam. El malabar tiene su propio alfabeto, el alfabeto malabar.

## Extensión geográfica

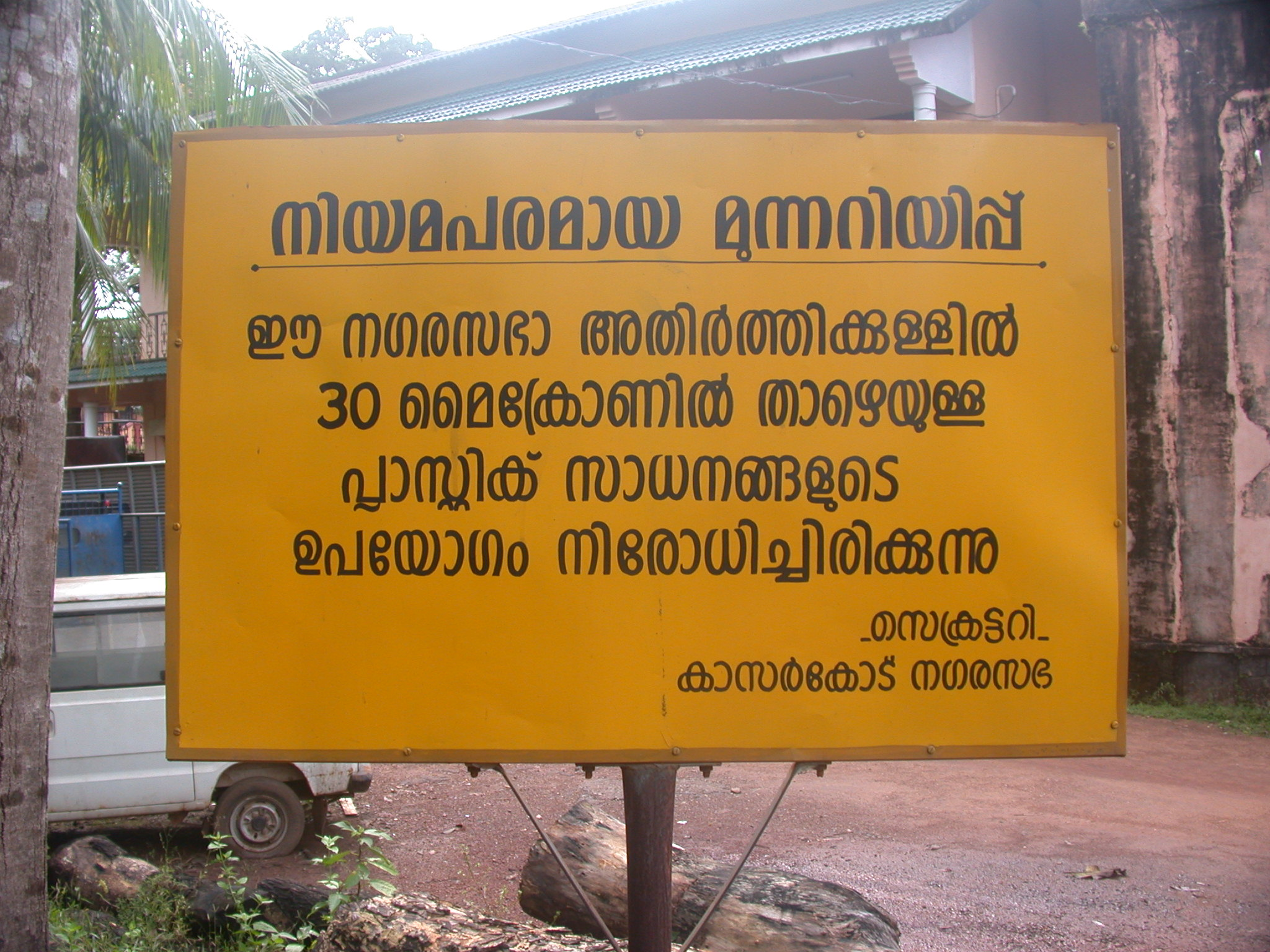
Un tablón de anuncios público escrito en malabarí en Kasaragod.

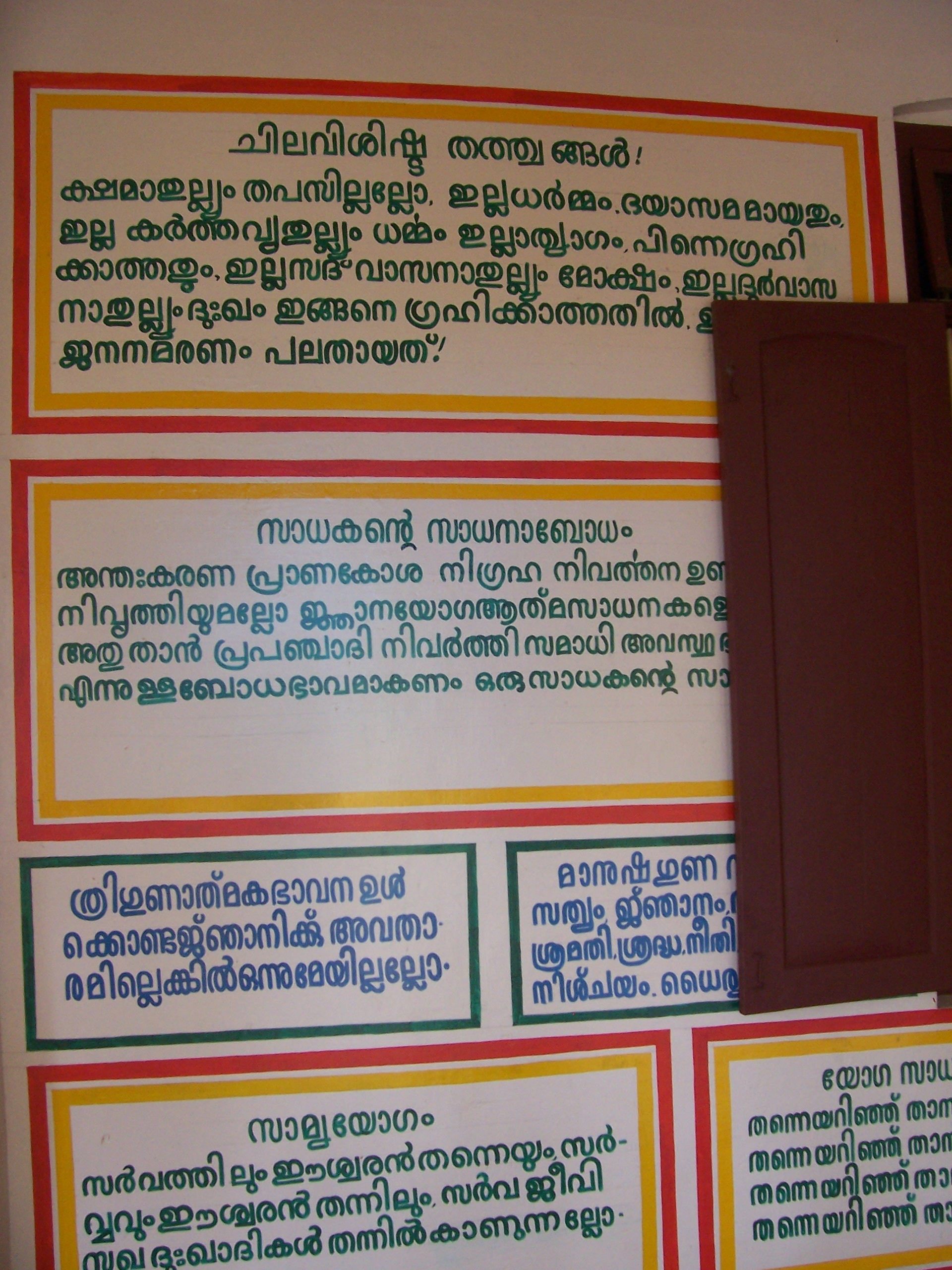
Inscripción en malabarí en un ashram de Kerala.

El malabarí es una de las veintidós lenguas oficiales de la India, y es oficial en los estados de Kérala, Lakshadweep y Pondicherry (en Mahe).
Hay comunidades que hablan malabarí en Singapur, Europa y Norteamérica.
Según el censo de la India de 2011, el número de indios con el malabarí como lengua materna es de casi 35 millones. En Kérala hay más de 32 millones de hablantes nativos, lo que representa el 93 % de los hablantes nativos de la India y el 97 % de la población total del estado. También hay 775 000 hablantes nativos en Karnataka, 730 000 en Tamil Nadu y 370 000 en Maharashtra. También hay 54 000 hablantes nativos en Lakshadweep, donde representan el 84 % de la población.

## Etimología
La palabra "malayalam" probablemente se originó de las palabras malayalam-tamil: mala, que significa colina, y elam que significa región.  Por lo tanto Malayalam se traduce como ‘región de las colinas’ y solía usarse para referirse a la región misma (Reino Chera), y solo después se convertiría en el nombre del lenguaje. El lenguaje malayalam también es llamado alealum, malayalani, malayali, malean, maliyad y mallealle.
La palabra Malayalam originalmente se refería solo a la región del mismo nombre. Por su parte, Malayanma o Malayayma (es decir, el nombre del lenguaje de la nación Malayalam) representaba el idioma. Sin embargo, con el surgimiento del moderno malayalam, el nombre del lenguaje comenzó a ser conocido por el nombre de la región. De ahí que ahora, la palabra "Malayanma" sea considerada por algunos como representativa de la antigua lengua malayalam, que adquirió ese nombre a mediados del siglo XIX.

## Evolución
Junto con el tamil, kota, kodagu y canarés, el malayalam pertenece al grupo austral de las lenguas dravídicas. Su afinidad con el tamil es notable. El prototamil malayalam, el núcleo común de los dos idiomas, parece que se desgajó durante un periodo de cuatro o cinco siglos alrededor del siglo IX, resultando en la aparición del malayalam como una forma separada del tamil. Puesto que este seguía siendo el idioma de la educación y de la administración, influyó notablemente en el desarrollo del malayalam. Posteriormente, se asimilaron muchas características propias indoarias en el malayalam en distintos niveles.

## Desarrollo de la literatura
Los primeros registros escritos del idioma son la inscripción vazhappalli (c. 830 d. C.). Las primeras formas de literatura comprenden tres tipos de composiciones: 
- Canciones clásicas conocidas como /Pattu/, de tradición tamil
- Manipravalam/, de tradición sánscrita, que favorecieron los intercambios lingüísticos entre el sánscrito y el malayalam
- Canciones populares ricas en elementos nativos

La poesía malayalam de finales del siglo XII fusiona en distintos grados estos elementos. Las formas más antiguas de /paTTu/ y maniprvAlam, respectivamente, son /rAmacharitam/ y /vaishikatantram/, ambas el siglo XII. 
Las primeras obras en prosa son un comentario en malayalam simple, Bhashakautaliyam (siglo XII) sobre el Artha-sastra de Chanakia. La prosa en malayalam de los diferentes periodos exhibe varios niveles de influencia de otros idiomas, como el tamil, sánscrito, prácrito, palí, hebreo, hindi, urdu, árabe, persa, siríaco, portugués, neerlandés, francés e inglés. La literatura moderna es rica en poesía, ficción, dramas, biografías y crítica literaria.

## Escritura

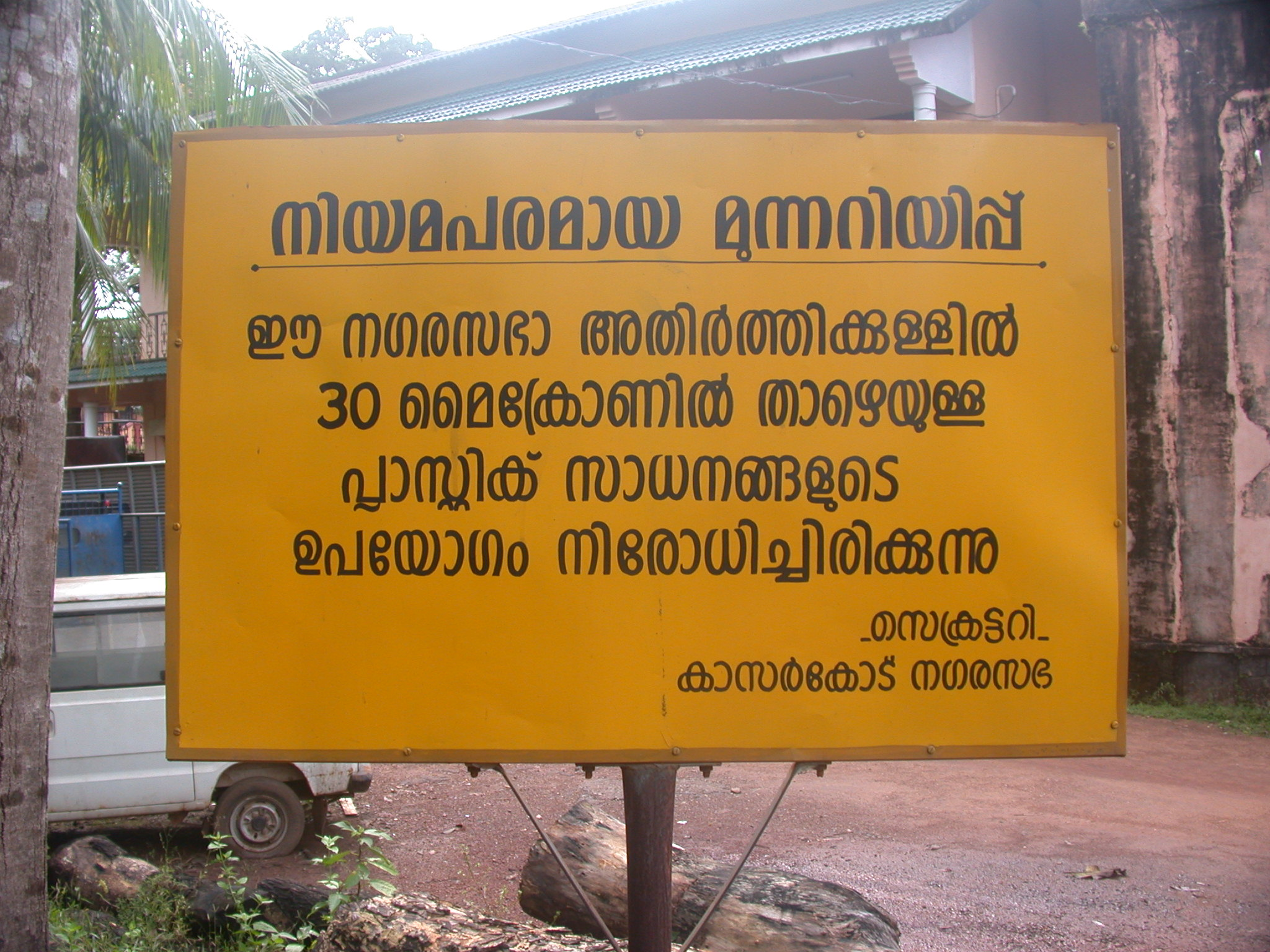
Un cartel público en malayalam usando su propia escritura. El lenguaje malayalam posee estatus oficial en los estados de Kerala, Lakshadweep y Puducherry.

A principios del siglo IX evolucionó el sistema de escritura malayalam a partir del vattezhuthu (escritura redonda) cuya evolución se puede seguir a través de la escritura grantha hasta el alfabeto brahmi, que se extendió por toda la India. Es silábico en el sentido de que la secuencia de grafos significa que las sílabas se tienen que leer como unidades, aunque en este sistema las marcas que indican vocales y consonantes se pueden distinguir en la mayoría de los casos. En la década de 1960 se añadieron letras especiales para representar conjuntos de consonantes y combinaciones de la vocal /u/ con diferentes consonantes poco frecuentes. 
El malayalam contiene 53 letras, entre ellas 20 vocales cortas y largas. El estilo antiguo de escritura se sustituyó por otro en 1981. Esta nueva forma reduce las distintas letras tipográficas de 900 a 90. Esto se hizo principalmente para incluir el malayalam en los teclados. En 1999, un grupo llamado Rachana Akhshara Vedhi, dirigido por Chitrajakumar y K.H. Hussein, produjo unas fuentes gratuitas que incluían el repertorio completo de 900 glifos.

## Variación idiomática e influencia externa
Existen variaciones de entonación, vocabulario y distribución de elementos gramaticales o fonéticos que varían según la región, la comunidad, el estrato social y la ocupación. La influencia del sánscrito es más importante entre los dialectos de las clases altas y menor entre los dialectos harijan, como ocurre con otros idiomas de la India. Los préstamos del inglés, siriaco, latín y portugués abundan entre los dialectos cristianos, mientras que los préstamos del árabe y del urdu lo hacen entre los dialectos musulmanes. En general, el malayalam ha tomado miles de sustantivos, cientos de verbos y algunos indeclinables del sánscrito. Como en otras partes de la India, el sánscrito era considerado un idioma aristocrático y propio de estudiosos, de forma similar a lo que ocurría con el latín en Europa.

## Fonología

### Consonantes
| ക                | ഖ         | ഗ       | ഘ         | ങ               |
| ka /ka/          | kha /kʰa/ | ga /ga/ | gha /gʱa/ | ṅa /ŋa/         |
| ച                | ഛ         | ജ       | ഝ         | ഞ               |
| ca /ʧa/          | cha /ʧʰa/ | ja /ʤa/ | jha /ʤʱa/ | ña /ɲa/         |
| ട                | ഠ         | ഡ       | ഢ         | ണ               |
| ṭa /ʈa/          | ṭha /ʈʰa/ | ḍa /ɖa/ | ḍha /ɖʱa/ | ṇa /ɳa/         |
| ത                | ഥ         | ദ       | ധ         | ന               |
| ta /t̪a/- ta /ta/ | tha /t̪ʰa/ | da /d̪a/ | dha /d̪ʱa/ | na /n̪a/-na /na/ |
| പ                | ഫ         | ബ       | ഭ         | മ               |
| pa /pa/          | pha /pʰa/ | ba /ba/ | bha /bʱa/ | ma /ma/         |
| യ                | റ         | ല       | വ         | ള               |
| ya /ja/          | ra /ra/   | la /la/ | va /ʋa/   | ḷa /ɭa/         |
| ശ                | ഷ         | സ       | ഹ         | ഫ               |
| śa /ɕa/          | ṣa /ʂa/   | sa /s̪a/ | ha /ɦa/   | fa /fa/         |
| ര                | ഴ         |         |           |                 |
| ra /ɾa/          | la /ɻa/   |         |           |                 |

### Vocales
| അ | a /a/   | ക | ka  |
| ആ | ā /a:/  | കാ | kā  |
| ഇ | i /i/   | കി | ki  |
| ഈ | ī /i:/  | കീ | kī  |
| ഉ | u /u/   | കു | ku  |
| ഊ | ū /u:/  | കൂ | kū  |
| ഋ | ṛ /ɹ̩/   | കൃ | kṛ  |
| എ | e /e/   | കെ | ke  |
| ഏ | ē /e:/  | കേ | kē  |
| ഐ | ai /aj/ | കൈ | kai |
| ഒ | o /o/   | കൊ | ko  |
| ഓ | ō /o:/  | കോ | kō  |
| ഔ | au /aw/ | കൗ | kau |

La forma de u y ū puede cambiar en otras letras

### Otros signos
| ് | Ø  | ക് | k   |
| ം | am̩ | കം | kam̩ |
| ഃ | ah̩ | കഃ | kah̩ |

## Situación actual
Puesto que en la actualidad es la lengua de la administración y se usa en los colegios y universidades, la lengua se mantiene muy viva.

## Declinación de nombres comunes
Esta tabla contiene cuatro modelos de declinación más frecuentes.
|                   | Árbol            | Árbol               | Elefante      | Elefante         | Humano             | Humano              | Perro            | Perro               |
| Singular          | Plural           | Singular            | Plural        | Singular         | Plural             | Singular            | Plural           |                     |
| ----------------- | ---------------- | ------------------- | ------------- | ---------------- | ------------------ | ------------------- | ---------------- | ------------------- |
| Nominativo        | മരമ് maram        | മരങ്ഗള് maraṅgaḷ      | ആന āṉa        | ആനകള് āṉakaḷ      | മനുഷ്യന് maṉuṣyaṉ     | മനുഷ്യര് maṉuṣyar      | പട്ടി paṭṭi        | പട്ടികള് paṭṭikaḷ      |
| Vocativo          | മരമേ maramē       | മരങ്ഗളേ maraṅgaḷē     | ആനേ āṉē        | ആനകളേ āṉakaḷē     | മനുഷ്യാ maṉuṣyā       | മനുഷ്യരേ maṉuṣyarē     | പട്ടീ paṭṭī        | പട്ടികളേ paṭṭikaḷē     |
| Acusativo         | മരത്തെ maratte     | മരങ്ഗളെ maraṅgaḷe     | ആനയെ āṉaye     | ആനകളെ āṉakaḷe     | മനുഷ്യനെ maṉuṣyaṉe    | മനുഷ്യരെ maṉuṣyare     | പട്ടിയെ paṭṭiye     | പട്ടികളെ paṭṭikaḷe     |
| Genitivo          | മരഥിന്റെ marathiṉṯe | മരങ്ഗളുടെ maraṅgaḷuṭe  | ആനയുടെ āṉayuṭe  | ആനകളുടെ āṉakaḷuṭe  | മനുഷ്യന്റെ maṉuṣyaṉṯe  | മനുഷ്യരുടെ maṉuṣyaruṭe  | പട്ടിയുടെ paṭṭiyuṭe  | പട്ടികളുടെ paṭṭikaḷuṭe  |
| Dativo            | മരഥിനു marathinu   | മരങ്ഗളക്കു maraṅgaḷkku | ആനയ്ക്കു āṉaykku | ആനകളക്കു āṉakaḷkku | മനുഷ്യനു maṉuṣyaṉu    | മനുഷ്യറക്കു maṉuṣyaṟkku | പട്ടിയ്ക്കു paṭṭiykku | പട്ടികള്ക്കു paṭṭikaḷkku |
| Caso instrumental | മരഥാല് marathāl    | മരങ്ഗളാല് maraṅgaḷāl   | ആഅനയല് āaṉayāl | ആഅനകളാല് āaṉakaḷāl | മനുഷ്യനാല് maṉuṣyaṉāl  | മനുഷ്യരാല് maṉuṣyarāl   | പട്ടിയാല് paṭṭiyāl   | പട്ടികളാല് paṭṭikaḷāl   |
| Locativo          | മരഥില് marathil    | മരങ്ഗളില് maraṅgaḷil   | ആനയില് āṉayil   | ആനകളില് āṉakaḷil   | മനുഷ്യനില് maṉuṣyaṉil  | മനുഷ്യരില് maṉuṣyaril   | പട്ടിയില് paṭṭiyil   | പട്ടികളില് paṭṭikaḷil   |
| Sociativo         | മരഥോടു marathōṭu   | മരങ്ഗളൊടു maraṅgaḷōṭu  | ആനയോടു āṉayōṭu  | ആനകളൊടു āṉakaḷōṭu  | മനുഷ്യനോതു maṉuṣyaṉōṭu | മനുഷ്യരോടു maṉuṣyarōṭu  | പട്ടിയോടു paṭṭiyōṭu  | പട്ടികളോടു paṭṭikaḷōṭu  |

## Pronombres personales en singular
|              | Primera persona                     | Segunda persona                        | Tercera persona (masculina)      | Tercera persona (femenina)       |
| ------------ | ----------------------------------- | -------------------------------------- | -------------------------------- | -------------------------------- |
| Nominativo   | ഞാന് ñāṉ                              | നീ nī                                   | അവന് avaṉ                         | അവള് avaḷ                         |
| Vocativo     | ഞാന് ñāṉ                              | നീ nī                                   | അവനേ avaṉē                        | അവളേ avaḷē                        |
| Acusativo    | എന്നെ eṉṉe                            | നിന്നെ niṉṉe                              | അവനെ avaṉe                        | അവളെ avaḷe                        |
| Génitivo     | എന്റെ (എന്, എന്നുറെ) eṉṯe (ou eṉ, eṉṉuṭe) | നിന്റെ (നിന്, നിന്നുടെ) niṉṯe (ou niṉ, niṉṉuṭe) | അവന്റെ (അവനുതെ) avaṉṯe (ou avaṉuṭe)  | അവളുടെ avaḷuṭe                     |
| Dativo       | എനിക്കു eṉikku                         | നിനക്കു niṉakku                           | അവനു avaṉu                        | അവള്ക്കു avaḷkku                    |
| Instrumental | എന്നാല് eṉṉāl                          | നിന്നാല് niṉṉāl                            | അവനാല് avaṉāl                      | അവളാല് avaḷāl                      |
| Locativo     | എന്നില് (എങ്കല്) eṉṉil (ou eṅkal)        | നിന്നില് (നിങ്കല്) niṉṉil (ou niṅkal)         | അവനില് (അവങ്കല്) avaṉil (ou avaṅkal) | അവളില് (അവള്കല്) avaḷil (ou avaḷkal) |
| Sociativo    | എന്നൊറു eṉṉōṭu                         | നിന്നൊടു niṉṉōṭu                           | അവനോടു avaṉōṭu                     | അവളോടു avaḷōṭu                     |

## Pronombres personales en plural
|              | Primera persona (exclusiva)         | Primera persona (inclusiva) | Segunda persona                   | Tercera persona                  |
| ------------ | ----------------------------------- | --------------------------- | --------------------------------- | -------------------------------- |
| Nominativo   | ഞങ്ങള് ñaṅṅaḷ                         | നാമ് (നമ്മള്) nām (ou nammaḷ)   | നിങ്ങള് niṅṅaḷ                       | അവര് avar                         |
| Vocativo     | ഞങ്ങള് ñaṅṅaḷ                         | നാമ് (നമ്മള്) nām (ou nammaḷ)   | നിങ്ങള് niṅṅaḷ                       | അവരേ avarē                        |
| Accusativo   | ഞങ്ങളെ ñaṅṅaḷe                        | നമ്മെ namme                   | നിങ്ങളെ niṅṅaḷe                      | അവരെ avare                        |
| Genitivo     | ഞങ്ങളുടെ (ഞങ്ങുടെ) ñaṅṅaḷuṭe (ou ñaṅṅuṭe) | നമ്മുടെ nammuṭe                | നിങ്ങളെുടെ niṅṅaḷuṭe                   | അവരുടെ avaruṭe                     |
| Dativo       | ഞങ്ങള്ക്കു ñaṅṅaḷkku                    | നമുക്കു namukku                | നിങ്ങള്ക്കു niṅṅaḷkku                  | അവറക്കു avaṟkku                    |
| Instrumental | ഞങ്ങളാല് (ഞങ്ങല്) ñaṅṅaḷāl (ou ñaṅṅāl)   | നമ്മാല് nammāl                 | നിങ്ങളല് (നിങ്ങല്) niṅṅaḷāl (ou niṅṅāl) | അവരാല് avarāl                      |
| Locativo     | ഞങ്ങളില് ñaṅṅaḷil                      | നമ്മില് nammil                 | നിങ്ങളില് niṅṅaḷil                    | അവരില് (അവറ്കല്) avaril (ou avaṟkal) |
| Sociativo    | ഞങ്ങളോടു ñaṅṅaḷōṭu                     | നമ്മോടു nammōṭu                | നിങ്ങളൊടു niṅṅaḷōṭu                   | അവരോടു avarōṭu                     |

## Ejemplos de palabras en malabar que son préstamos de otras lenguas
| Malabar (y en español)               | Lengua origen y término originario   |
| ------------------------------------ | ------------------------------------ |
| ഉമ്മ, umma, 'madre'                   | Árabe: أُمّ, ʔumm                      |
| മാമോദീസ, māmōdīsa, 'bautismo'           | Sirio clásico: ܡܥܡܘܕܝܬܐ, maʿmōdīṯā   |
| തപാല്‍, tapāl, 'correo'                  | Neerlandés: de paal                  |
| ആപ്പിൾ, āppiḷ, 'manzana'               | Inglés: apple                        |
| നങ്കൂരം, naṅkūraṁ, 'ancla'              | Griego antiguo: ἄγκῡρα, ánkūra       |
| മിനിയാൻ, miniyāṉ, 'quorum'              | Hebreo: מניין, minyán                |
| പടക്, paṭakŭ, 'barco'                 | Lenguajes malayo-polinesios: *paʀaqu |
| പത്തേമാരി, pattēmāri, 'un tipo de barco' | Marati: पतेमारी, patemārī               |
| വാത്ത, vātta, 'pato'                   | Persa: بط, baṭ                       |
| ജനാല, jaṉāla, 'ventana'               | Portugués: janela                    |

### Léxico y frases comunes
- അതെ (Athe) — Sí
- ഇല്ല (Illa) — No
- നമസ്കാരം (Namaskāram)  — Hola
- സുഖമാണോ? (Sukhamāno?) — ¿Que tal está?
- എനിക്ക് സുഖമാണ്. (Enikku sukhamānu.) — Estoy bien.
- വളരെ നന്ദി! (Valare nandi!) — Muchas gracias!
- വിട (Vida) — Adiós
- നീ എവിടെ നിന്ന് വരുന്നു? (Nī evide ninnu varunnu?) — ¿De dónde es usted?
- എന്താണ് നിന്റെ പേര്? (Enthānu ninte peru?) — ¿Cómo se llama?
- എന്റെ പേര്… (Ente peru…) — Mi nombre es…
- എന്നെ സഹായിക്കൂ! (Enne sahāyikku!) — ¡Ayúdeme!
- എനിക്ക് മലയാളം മനസ്സിലാകുന്നില്ല. (Enikku malayālam manasilākunnilla.) — No entiendo el malayalam.
- എന്നോട് ക്ഷമിക്കൂ. (Enneādu kshamikku.) — Lo siento.
- എനിക്ക് നഷ്ടപ്പെട്ടു. (Enikku nashtappettu.) — Estoy perdido.
- ഞാൻ വളരെ ക്ഷീണിതനാണ്. (Njān valare kshīnithanānu.) — Estoy muy cansado.
- എനിക്ക് സുഖമില്ല. (Enikku sukhamilla.) — Estoy enfermo.
- ഇന്നലെ മുതൽ എനിക്ക് അസുഖമാണ്. (Innale muthal enikku asukhamānu.) — Estoy enfermo desde ayer.
- മ്യൂസിയം / വിമാനത്താവളം / തെരുവ് / റസ്റ്റോറന്റ് /ഹോട്ടൽ / ഹിന്ദു ക്ഷേത്രം എവിടെയാണ്? (Museum / vimānathāvalam / theruvu / rastoranat / hottal / hindu kshethram evideyānu?) — ¿Donde está el museo / aeropuerto / calle / restaurante / hotel / templo hindú?
- ഞാൻ തിരുവനന്തപുരത്തേക്ക് പോവുകയാണ്. (Njān thiruvananthapurathekku povukayānu.) — Voy a Thiruvananthapuram.
- എനിക്ക് തിരുവനന്തപുരത്തേക്ക് പോകണം. (Enikku thiruvananthapurathekku pokanam.) — Quiero ir a Thiruvananthapuram.
- ഞാൻ ഒരു കനേഡിയൻ / ഫ്രഞ്ച് / അമേരിക്കൻ /ബെൽജിയൻ / സ്വിസ് പൗരനാണ്. (Njān oru kanedian / franju / amerikkan / beljiyan / swis pouranānu.) — Soy un ciudadano canadiense / francés / americano / belga / suizo.